# Circuit Maison Blanche
Le circuit Maison Blanche est un circuit automobile français situé au sud de la ville du Mans sur le site du circuit des 24 Heures. Il a été créé en 1976 pour répondre aux besoins de stages et entraînements auto et moto.

## Présentation
Créé en 1976, le circuit de Maison-blanche est homologué FFSA (Fédération Française de sport automobile).
Il accueille, en dehors des stages de pilotage, les fêtes de l’ACO, festivals tunning et runs et la semaine des 24 heures, la traditionnelle fête foraine et un camping.

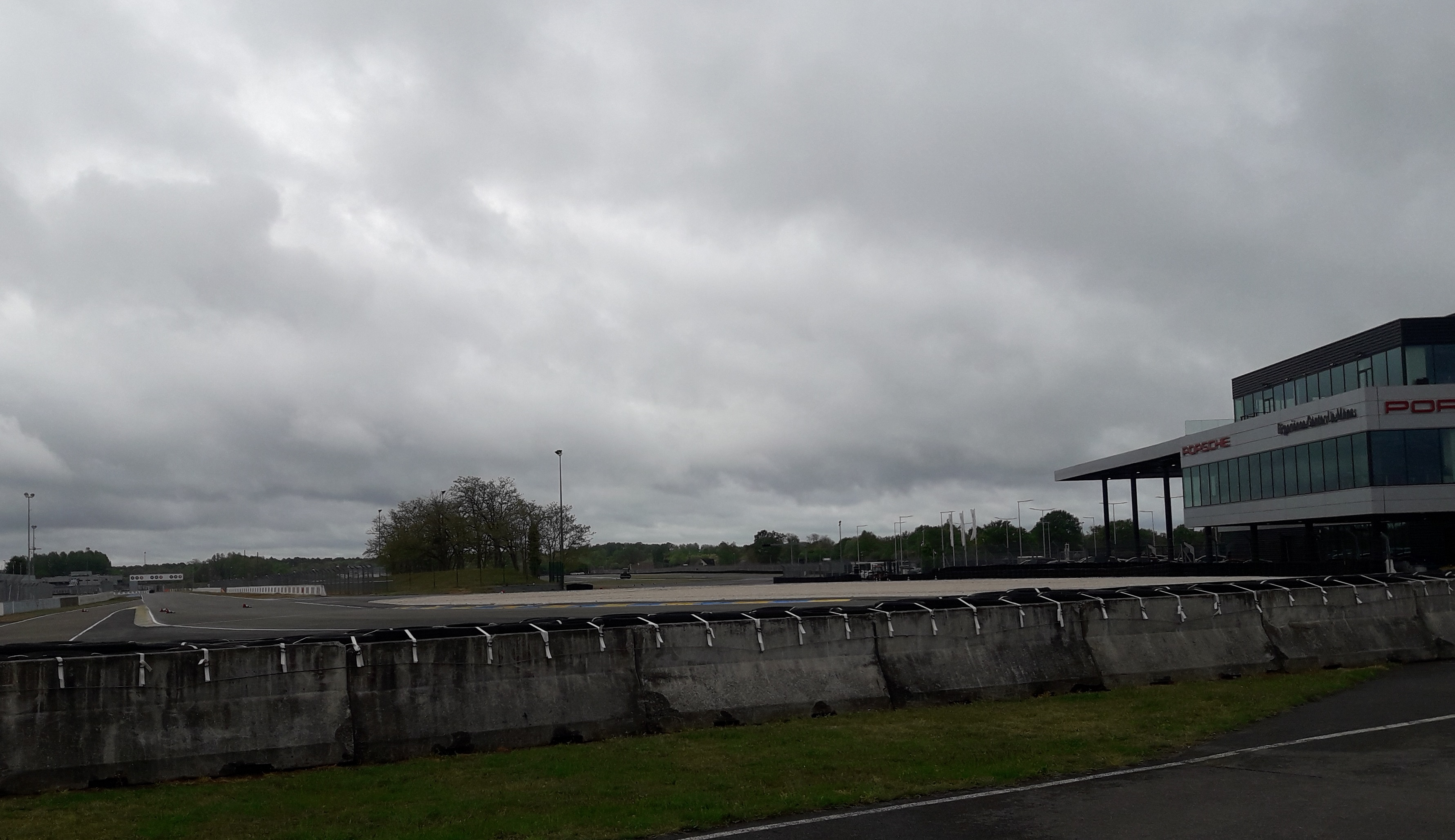
Vue d'ensemble avec le PEC

Il est construit en lieu et place du hameau éponyme qui faisait partie du tracé du circuit des 24 heures jusqu’en 1972 date à laquelle cette portion fut entièrement refaite pour éviter cette partie piégeuse malheureusement rendue célèbre par l’ « accident de Maison-Blanche », de 1927 . La piste partage une partie du circuit des 24 Heures, de la sortie des virages Porsche jusqu’à l’entrée des chicanes Ford.
Au cours du second semestre 2007, une importante vague de travaux a eu lieu afin de l'adapter aux règles de sécurité. Le circuit peut être configuré de cinq façons différentes, allant d'une longueur de 776 et 932 mètres à 1,746 et 2,817 km. La largeur de la piste est désormais de 9 mètres.
Inauguré le 12 juin 2015, le Porsche Experience Center, école de pilotage du constructeur installé en bordure de piste, permet un accès direct sur les circuits, dont le circuit Bugatti,,.
En 2019, l’Automobile club de l’Ouest (ACO) y construit un bâtiment d’accueil avec stands, salle de réception, briefing, sanitaire et une terrasse aménageable avec une vue sur la piste des 24 heures du Mans.
La piste sert notamment à la formation d'ambulanciers, SAMU / SMUR, chauffeurs de personnalités et des policiers.